# Ziggo Sport Totaal
Ziggo Sport Totaal (voorheen Sport1) is een Nederlandse betaal-tv-dienst gespecialiseerd in sportprogramma's. Het is in bezit van de kabelexploitant VodafoneZiggo, een joint-venture tussen Liberty Global en Vodafone Group.

## Geschiedenis
Sinds 12 november 2015 wordt bij aanbieder Ziggo op kanaal 14 het open subkanaal Ziggo Sport uitgezonden. Daarnaast bestaan er nog enkele betaalkanalen waarvoor een abonnement op Ziggo Sport Totaal vereist is. Deze betaalkanalen zijn in tegenstelling tot het gratis Ziggo Sport bij andere aanbieders beschikbaar. Ook kan er in Nederland via internet met een abonnement gekeken worden via Ziggo Sport Totaal Go en/of Ziggo Go.
De programmering van de zenders bestaat uit de sporten waarvan Ziggo de uitzendrechten heeft, waaronder Europees voetbal, handbal, basketbal, tennis en Moto GP. Daarnaast zendt het documentaires, films en series uit die sport-gerelateerd zijn. Ook eigen producties van Ziggo, zoals Max Verstappen: Whatever It Takes of Van hier tot Tokio, worden uitgezonden op de kanalen.

## Kanalen
Ziggo Sport Totaal heeft zes betaalkanalen in volledig in HD. Op het eerste kanaal, Ziggo Sport Select, selecteert Ziggo Sport de beste sport van dat moment. Daarnaast zijn er nog vijf volledig gethematiseerde kanalen, al werden uitzendingen niet altijd strikt gehouden aan het benoemde thema.
- Ziggo Sport Select
- Ziggo Sport Voetbal
- Ziggo Sport Golf
- Ziggo Sport Racing
- Ziggo Sport Docu
- Ziggo Sport Tennis

Door het toegenomen aanbod van Europees voetbal verviel de benaming per dinsdag 2 juli 2024 om 7.00 uur 's ochtends. Om verwarring te voorkomen maakten de thematitels van de zenders plaats en gingen deze verder als Ziggo Sport 2, 3, 4, 5 en 6. De verdere thematische invulling veranderde niet:
- Ziggo Sport: Het hoofdkanaal met onder andere grote live wedstrijden uit de UEFA Champions League en La Liga. En daarnaast ook de originele programmering met onder andere Rondo en het Ziggo Sport Race Café.
- Ziggo Sport 2: Volledig gericht op voetbal.
- Ziggo Sport 3: Gericht op motor- en autosport, zoals MotoGP en NASCAR.
- Ziggo Sport 4: Focus op tennis, waaronder ATP-toernooien, ABN AMRO Open en Wimbledon. Op dagen waar meerdere voetbalwedstrijden tegelijk plaatsvinden, wordt hier het switchprogramma uitgezonden waar wordt geschakeld tussen de hoogtepunten van elke rechtstreekse voetbalwedstrijd.
- Ziggo Sport 5: Kanaal voor documentaires en series over sport.
- Ziggo Sport 6: Voor de golfliefhebbers. Onder andere de PGA Tour wordt hierop uitgezonden.